# Poonsuk Banomyong
Thanpuying Poonsuk Banomyong (nascida Poonsuk Na Pombejra; 2 de janeiro de 1913 - 12 de maio de 2007) era a esposa do ex-primeiro-ministro Pridi Banomyong. Em novembro 1952, Poonsuk foi presa sob a acusação de subversão no governo de Plaek Pibulsonggram, e foi mantida sob custódia até fevereiro de 1953. Ela ficou em exílio com seu marido na China, até que eles foram capazes de se mudar para a França.
Poonsuk retornou à Tailândia em 1986 e morreu em 12 de maio de 2007.

## Família
A bisavó de Poonsuk, Boonma, era a irmã de Pin, que também foi a bisavó de seu marido Pridi. Seus pais, Kroen e Kaew, eram indígenas de ascendência tailândesa.
Poonsuk e Pridi tiveram seis filhos: Lalida, Parl, Suda, Sukprida, Dusadee e Wani.